# Israel Landaverde
Israel Alexander Landaverde López (La Libertad , El Salvador; 23 de junio de 1994) es un futbolista salvadoreño. Su posición es defensa y su actual club es el Alianza F. C. de la Primera División de El Salvador.

## Estadísticas

### Clubes
Actualizado al último partido jugado el 9 de abril de 2023.
| Club Deportivo Juventud Independiente · El Salvador | 1.ª                 | 2013-14             | 19  | 1 | - | - | - | - | 19  | 1 | 0.05  |
| Club Deportivo Juventud Independiente · El Salvador | 1.ª                 | 2014-15             | 8   | 0 | - | - | - | - | 8   | 0 | 0.00  |
| Club Deportivo Juventud Independiente · El Salvador | 1.ª                 | 2015-16             | 17  | 0 | - | - | - | - | 17  | 0 | 0.00  |
| Club Deportivo Juventud Independiente · El Salvador | Total               | Total               | 44  | 1 | 0 | 0 | 0 | 0 | 44  | 1 | 0.02  |
| Asociación Deportiva Chalatenango · El Salvador     | 1.ª                 | 2016-17             | 25  | 0 | - | - | - | - | 25  | 0 | 0.00  |
| Asociación Deportiva Chalatenango · El Salvador     | 1.ª                 | 2017-18             | 31  | 0 | - | - | - | - | 31  | 0 | 0.00  |
| Asociación Deportiva Chalatenango · El Salvador     | 1.ª                 | 2018-19             | 34  | 0 | - | - | - | - | 34  | 0 | 0.00  |
| Asociación Deportiva Chalatenango · El Salvador     | Total               | Total               | 90  | 0 | 0 | 0 | 0 | 0 | 90  | 0 | 0.00  |
| Alianza Fútbol Club · El Salvador                   | 1.ª                 | 2019-20             | 17  | 0 | - | - | 1 | 0 | 18  | 0 | 0.00  |
| Alianza Fútbol Club · El Salvador                   | 1.ª                 | 2020-21             | 18  | 0 | - | - | - | - | 18  | 0 | 0.00  |
| Alianza Fútbol Club · El Salvador                   | 1.ª                 | 2021-22             | 9   | 0 | - | - | - | - | 9   | 0 | 0.00  |
| Alianza Fútbol Club · El Salvador                   | Total               | Total               | 44  | 0 | 0 | 0 | 1 | 0 | 45  | 0 | 0.00  |
| Once Deportivo Fútbol Club · El Salvador            | 1.ª                 | 2022-23             | 19  | 0 | - | - | - | - | 19  | 0 | 0.00  |
| Once Deportivo Fútbol Club · El Salvador            | Total               | Total               | 19  | 0 | 0 | 0 | 0 | 0 | 19  | 0 | 0.00  |
| Total en su carrera                                 | Total en su carrera | Total en su carrera | 197 | 1 | 0 | 0 | 1 | 0 | 198 | 1 | 0.005 |
| (2) No incluye goles en partidos amistosos.         |                     |                     |     |   |   |   |   |   |     |   |       |

## Palmarés

### Títulos nacionales
| Título           | Club       | País        | Año    |
| ---------------- | ---------- | ----------- | ------ |
| Primera División | Alianza FC | El Salvador | A-2019 |